# Gangar (band)
Gangar är ett norskt folk-rockband som bildades av Mattias Thedens 2020 och vars musik har sin grund i den norska gangarmusiken på hardangerfela. Gruppens fyra övriga medlemmar, utöver Thedens (hardangerfela), är Oskar Goedvriend Lindberget (barytonsax), Richard Max (elgitarr), Jonas Thrana Jensen (elbas) och Henrik Dullum (trummor). Gruppen har gjort framträdanden på folkmusikfestivaler i Europa, USA och Australien. Deras debut-EP, Tre Danser släpptes hösten 2022 och följdes upp av gruppens första album Stubb 2023. Ett andra album spelades in 2024 och är planerat att ges ut 2026.